# Phytoliriomyza pilosella
Phytoliriomyza pilosella är en tvåvingeart som beskrevs av Spencer 1973. Phytoliriomyza pilosella ingår i släktet Phytoliriomyza och familjen minerarflugor. Inga underarter finns listade i Catalogue of Life.